# Francisco Arellano
Francisco Antonio Arellano Moraga (* 6. Dezember 1896 in Santiago; † 6. Mai 1976 ebenda) war ein chilenischer Fußballspieler. Der Mittelfeldspieler absolvierte drei Länderspiele für Chile.

## Karriere

### Verein
Francisco Arellano spielte mit seinen Brüdern David und Guillermo für den CD Magallanes. Dort sammelte der Mittelfeldspieler diverse Titel. Nach der Gründung des CSD Colo-Colo folgte er seinem Bruder David, der in dem neuen Verein deutlich verbesserte professionelle Strukturen aufbauen wollte. 1930 kehrte Francisco Arellano noch einmal zu Magallanes zurück, um seine letzten beiden Karrierejahre dort zu verbringen.

### Nationalmannschaft
Francisco Arellano debütierte beim Campeonato Sudamericano 1924 in Uruguay bei der 0:5-Niederlage gegen den Gastgeber. Beim Turnier absolvierte der Mittelfeldspieler alle drei Spiele für La Roja, jedoch kam das Team mit drei klaren Niederlagen nicht über den letzten Platz hinaus. Weitere offizielle Länderspiele kamen für Arellano nicht hinzu. 1928 war Arellano für die Olympischen Spiele nominiert worden, doch der Kapitän trat vorzeitig wieder die Heimreise an. Die offizielle Begründung war der Tod seiner Mutter, doch später gab Arellano an, dass er sich im betrunkenen Zustand mit den Verantwortlichen zerstritten hatte und aus dem Team geworfen wurde.

## Erfolge
Magallanes
- Copa República: 1920, 1921
- Copa Unión: 1920, 1921
- Copa de Campeones de Santiago: 1920, 1921
- Copa Félix Alegría: 1920
- Copa Alberto Downe: 1920
- Copa 12 de octubre: 1920
- Campeonato de Apertura: 1931

Colo-Colo
- Copa de Campeones de Santiago: 1925
- Liga Metropolitana: 1925
- Serie F de la Liga Central de Football de Santiago: 1928
- Liga Central de Football de Santiago: 1929
- División de Honor: 1930

## Sonstiges
Die beiden Brüder von Francisco Arellano, David und Guillermo, waren ebenfalls professionelle Fußballspieler. David war sechsfacher Nationalspieler und Gründer des CSD Colo-Colo, starb allerdings bei einem Spiel des Klubs in Spanien. Guillermo nahm der der ersten Weltmeisterschaft 1930 in Uruguay teil.